# Careproctus aculeolatus
Careproctus aculeolatus är en fiskart som beskrevs av Andriashev, 1991. Careproctus aculeolatus ingår i släktet Careproctus och familjen Liparidae. Inga underarter finns listade.